# Boaz Yakin
Boaz Yakin (Nueva York, 20 de junio de 1966) es un director de cine y guionista estadounidense de origen judío, reconocido por aportar los guiones para las películas The Rookie, A Price Above Rubies, Prince of Persia: The Sands of Time y Now You See Me. Yakin ha dirigido los largometrajes Remember the Titans y Safe. Como productor tiene una colaboración frecuente con el director Eli Roth y ofició como productor ejecutivo en las dos primeras entregas de la franquicia de horror Hostel.

## Filmografía

### Cine
| Año  | Título                                   | Créditos | Créditos  | Créditos  | Notas               |
| Año  | Título                                   | Director | Guionista | Productor | Notas               |
| ---- | ---------------------------------------- | -------- | --------- | --------- | ------------------- |
| 1989 | The Punisher                             | No       | Sí        | No        |                     |
| 1990 | The Rookie                               | No       | Sí        | No        |                     |
| 1994 | Fresh                                    | Sí       | Sí        | No        | Debut como director |
| 1998 | A Price Above Rubies                     | Sí       | Sí        | No        |                     |
| 1999 | From Dusk Till Dawn 2: Texas Blood Money | No       | Sí        | No        |                     |
| 2000 | Remember the Titans                      | Sí       | No        | No        |                     |
| 2003 | Uptown Girls                             | Sí       | No        | Sí        | Productor ejecutivo |
| 2004 | Dirty Dancing: Havana Nights             | No       | Sí        | No        |                     |
| 2005 | 2001 Maniacs                             | No       | No        | Sí        |                     |
| 2005 | Hostel                                   | No       | No        | Sí        | Productor ejecutivo |
| 2007 | Hostel: Part II                          | No       | No        | Sí        | Productor ejecutivo |
| 2008 | Death in Love                            | Sí       | Sí        | Sí        |                     |
| 2010 | Prince of Persia: The Sands of Time      | No       | Sí        | No        |                     |
| 2011 | Bombay Beach                             | No       | No        | Sí        | Documental          |
| 2012 | Safe                                     | Sí       | Sí        | No        |                     |
| 2013 | Now You See Me                           | No       | Sí        | Sí        | Productor ejecutivo |
| 2015 | Max                                      | Sí       | Sí        | Sí        | Productor ejecutivo |
| 2018 | Boarding School                          | Sí       | Sí        | No        |                     |